# Oskar Miłosz
Oskar Władysław Miłosz herbu Lubicz (ur. 28 maja 1877 w Czerei, zm. 2 marca 1939 w Fontainebleau) – litewski poeta i dyplomata, daleki krewny Czesława Miłosza.
Od dwunastego roku życia mieszkał w Paryżu. Jego pierwszym językiem był polski, ale pisał po francusku. Uważał się za Litwina, czego dowiódł po I wojnie światowej, gdy zaangażował się w sprawę niepodległości Litwy. Oskar Vladislav de Lubicz Milosz vel Oscar Venceslas de Lubicz-Milosz (tak sygnował swoje dzieła) z wykształcenia i z wyboru stał się Francuzem. Obywatelstwo litewskie przyjął w 1919, do francuskiego powrócił w 1931.

## Życiorys
Wychowany w majątku leśnym Czereja położonym na wschód od Mińska Litewskiego (na terenie dzisiejszej Białorusi), w 1886 został ochrzczony w obrządku rzymskokatolickim w kościele św. Aleksandra w Warszawie, z której pochodziła jego matka Miriam Rozenthal. W wieku 12 lat rodzice wysłali go do Paryża, gdzie został umieszczony w internacie przy Lycée Janson-de-Sailly. Baśniowe krajobrazy rodzinnych stron nie opuściły jednak młodego chłopca wraz z odejściem z rodowego gniazda; ich odbicie widać w całej jego twórczości, która jest nacechowana jest melancholijnym pięknem tamtych stron.
Lata jego francuskiej formacji przypadają na panujący w Paryżu i w Europie okres Belle époque. Znaczące dla całego życiorysu Oskara było to, że czuł się on wyobcowany spośród ówczesnego porządku świata. Po ukończeniu liceum podjął studia nad protogreckimi i „protoromańskimi“ źródłami cywilizacji śródziemnomorskiej, na przykład nad starożytnościami egipskimi, asyryjskimi i hebrajskimi. W latach 1896–1899 był studentem École du Louvre i École des Langues Orientales, gdzie pod kierunkiem profesora Eugène Ledraina, tłumacza Biblii, nauczył się czytać teksty hebrajskie. Po osiągnięciu pełnoletniości sprzedał kupcom rosyjskim swoje dziedziczne lasy nad Dnieprem, co spowodowało konflikt z okoliczną polską szlachtą.
Debiutował tomem wierszy „Le Poème de Décadentes” opublikowanym w roku 1889. W 1906 wydany został zbiór Les Sept Solitudes, a w 1911 Les Éléments. Z tych pierwszych tomów jego twórczości ukazał się jako człowiek zmysłowy, gwałtowny i nieszczęśliwy. Młody poeta podjął nieudane samobójstwo; niedbale, z papierosem w ustach, siedząc na fotelu strzelił sobie w serce. Odratowany powrócił do świata żywych, jednak wciąż tkwił w beznadziejnym donjuanizmie, pogaństwie, absolutnej pogardzie wobec absurdu istnienia. W tym czasie wydał autobiograficzną powieść Miłosne wtajemniczenie (L’amoureuse initiation) opisującą losy kawalera Waldemara de L... i jego pełen mistycznej namiętności związek z damą lekkich obyczajów, Clarissą Annaleną.
Dalszy etap jego twórczości to dramaty misteryjne Miguel Mañara, Méphiboseth, oraz Szaweł z Tarsu (Saul de Tarse). Dojrzała poezja Miłosza zaczęła się od Symfonii (1915) skomponowanych w latach 1913–1914 i zawartych w tomikach: Nihumim (1915), Adramandoni (1918) oraz La Confession de Lemuel (1922).
W grudniu 1914 Miłosz doznał objawienia mistycznego, przez niektórych porównywanego z pascalowską „nocą ognia”. Był to punkt zwrotny jego życia i twórczości. Stopniowo oddalał się od poezji i kierował swoje zainteresowania w stronę różnych doktryn hermetycznych. Studiował kabałę oraz alchemię, powołując się na spuściznę różokrzyżowców; ścieżkę literackich inspiracji znaczą przede wszystkim Biblia (język jej uważał za szczyt wszelkiej poezji), Goethe, a także Swedenborg, Dante oraz Jakob Böhme.
Ukoronowaniem jego twórczości są dwa traktaty-poematy metafizyczne: Ars Magna (1924) i Les Arcanes (1927). Wykładał w nich w sposób intuicyjny ogólną teorię względności, matematycznie opracowaną przez Alberta Einsteina, nie wiedząc nic o jej istnieniu. Pisma te charakteryzowały się przede wszystkim niezwykłą siłą wizji, która oddziaływała na twórcę. Napisane hermetycznym, na pozór nieprzystępnym językiem, niezwykle zintensyfikowane w swoim przekazie, stawiały zabójczą diagnozę współczesności wybiegając zarazem w stronę chwalebnej przyszłości. Autor porażał siłą poetyckiej namiętności wzbogaconej dodatkowo o czystość i niemal matematyczną precyzję metafizycznej teorii. W 1933 opublikował L'Apocalypse de saint Jean déchiffrée (Apokalipsa św. Jana rozszyfrowana) poprzedzoną przez Les origines ibériques du peuple juif (Pochodzenie iberyjskie narodu żydowskiego). Szczegółowa, ezoteryczna analiza jej symboli zapowiadała, według niego, nadchodzącą katastrofę dla ludzkości, którą wieściła przesłanie Proroków i Ewangelistów i która miała się rozpocząć w Gdańsku.

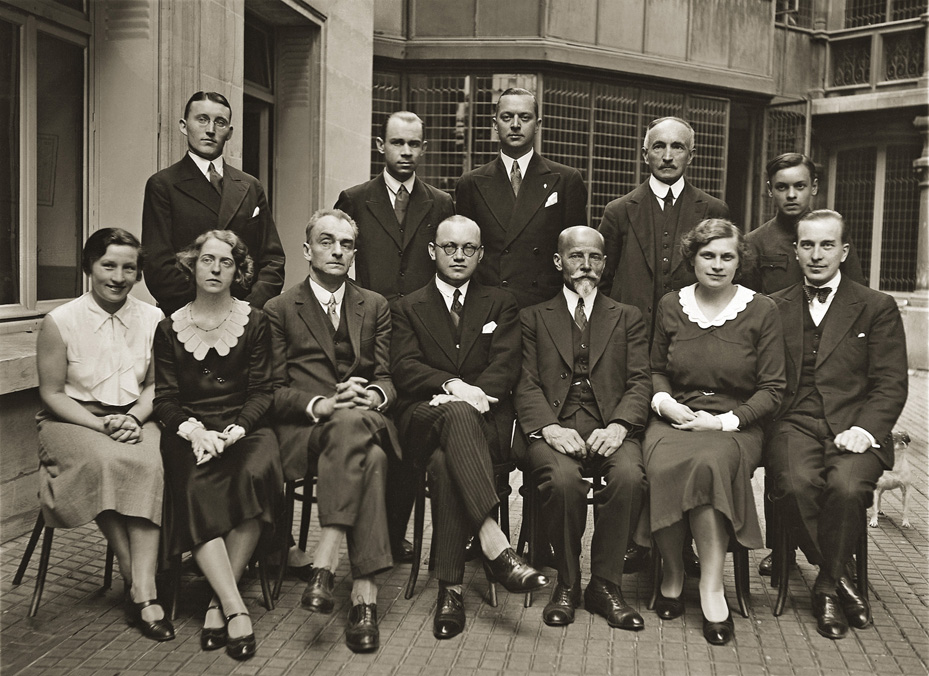
Przedstawicielstwo Litwy we Francji; Oskar Miłosz – trzeci z lewej strony, w dolnym szeregu

Równolegle do twórczości literackiej Miłosz prowadził działalność polityczną na rzecz utworzenia niepodległego państwa litewskiego. Wszedł w skład pierwszej litewskiej delegacji do Ligi Narodów. Czesław Miłosz odwiedził go w 1931 oraz 1934/35. Po przejściu na emeryturę osiadł w Fontainebleu; tam zmarł nagle 2 marca 1939 w wieku 61 lat.
Poezje Oskara Milosza tłumaczyli na język polski: Bronisława Ostrowska, Czesław Miłosz, Maria Leśniewska, Krzysztof Andrzej Jeżewski, prozę Artur Międzyrzecki, teksty teatralne Bronisława Ostrowska.

## Les Amis de Milosz
W 1966 w Paryżu powstało towarzystwo „Les Amis de Milosz”, którego staraniem na domu poety w Fonatinbleau umieszczono tablicę pamiątkową; jego członkowie zbierają się w każdą rocznicę jego śmierci. Towarzystwo wydaje także periodyk Cahiers de L’Association des Amis de Milosz, w którym publikowane są dokumenty i zapiski biograficzne oraz naukowe opracowania jego twórczości. Rękopisy poety i jego listy oraz pierwsze wydania dzieł przechowuje się w Collection Doucet, dziale Bibliotheque de St. Geneviève w Dzielnicy Łacińskiej w Paryżu.

## Publikacje
- Baśnie i legendy litewskie, Wydawnictwo Pojezierze, Olsztyn 1986, 206 ss.
- Miłosne wtajemniczenie, Wydawnictwo Literackie, Kraków, 1979.
- Wybór wierszy, Wydawnictwo Literackie, Kraków-Wrocław, 1983.
- Storge, Wydawnictwo Znak, Kraków, 1993